# Huajomulco
Huajomulco är en ort i Mexiko.   Den ligger i kommunen Tulancingo de Bravo och delstaten Hidalgo, i den sydöstra delen av landet, 100 km nordost om huvudstaden Mexico City. Huajomulco ligger 2 277 meter över havet och antalet invånare är 486.
Terrängen runt Huajomulco är kuperad åt sydväst, men åt nordost är den platt. Runt Huajomulco är det tätbefolkat, med 476 invånare per kvadratkilometer. Närmaste större samhälle är Tulancingo, 8,4 km öster om Huajomulco. Omgivningarna runt Huajomulco är en mosaik av jordbruksmark och naturlig växtlighet.